# Stubbtjärnen, Lappland
Stubbtjärnen är en sjö i Arvidsjaurs kommun i Lappland och ingår i Skellefteälvens huvudavrinningsområde.